# España en la Copa Mundial de Fútbol de 2006
La selección de España fue uno de los 32 países participantes de la Copa Mundial de Fútbol de 2006, realizada en Alemania.
El equipo logró su clasificación para el torneo después de verse obligado a disputar la repesca europea ante Eslovaquia. Debido a estos problemas en la clasificación, y después de infortunios vividos en torneos anteriores, como en Estados Unidos 1994 o Corea y Japón 2002, o grandes fracasos como los de Francia 1998 y el más reciente, en la Eurocopa de fútbol de 2004, la selección llegó a la cita con cierto escepticismo en sus posibilidades. Sin embargo, la corta edad de gran parte de los componentes del equipo puede hacer pensar en una regeneración positiva del equipo y un cambio en sus últimos resultados.

## Clasificación
El equipó quedó encuadrado en un grupo en teoría asequible para el objetivo de no fallar a la cita mundialista, con los equipos de Serbia y Montenegro y Bélgica perfilándose como principales obstáculos para ello. Sólo el primer clasificado del grupo obtendría el pase directo, teniendo que disputarse una repesca entre los segundos clasificados de cada grupo, a excepción de los dos mejores segundos.

### Grupo 7
Durante el torneo de clasificación España se encontró con más problemas de lo esperado, pues selecciones como la de Bosnia-Herzegovina o Lituania se unieron a la lucha por las dos primeras plazas. Finalmente quedó en segundo lugar, por detrás de Serbia y Montenegro, a pesar de no haber perdido ningún partido en toda la clasificación.
| Equipo               | Pts | PJ | PG | PE | PP | GF | GC |
| -------------------- | --- | -- | -- | -- | -- | -- | -- |
| Serbia y Montenegro  | 22  | 10 | 6  | 4  | 0  | 16 | 1  |
| España               | 20  | 10 | 5  | 5  | 0  | 19 | 3  |
| Bosnia y Herzegovina | 16  | 10 | 4  | 4  | 2  | 12 | 9  |
| Bélgica              | 12  | 10 | 3  | 3  | 4  | 16 | 11 |
| Lituania             | 10  | 10 | 2  | 4  | 4  | 8  | 9  |
| San Marino           | 0   | 10 | 0  | 0  | 10 | 2  | 40 |

| Fecha                   | Lugar      |                     |                                 | Resultado |                                 |                     |
| ----------------------- | ---------- | ------------------- | ------------------------------- | --------- | ------------------------------- | ------------------- |
| 8 de septiembre de 2004 | Zenica     | Bosnia Herzegovina  | Bandera de Bosnia y Herzegovina | 1:1 (0:0) | Bandera de España               | España              |
| 9 de octubre de 2004    | Santander  | España              | Bandera de España               | 2:0 (0:0) | Bandera de Bélgica              | Bélgica             |
| 13 de octubre de 2004   | Vilna      | Lituania            | Bandera de Lituania             | 0:0       | Bandera de España               | España              |
| 9 de febrero de 2005    | Almería    | España              | Bandera de España               | 5:0 (3:0) | Bandera de San Marino           | San Marino          |
| 30 de marzo de 2005     | Belgrado   | Serbia y Montenegro | Bandera de Serbia y Montenegro  | 0:0       | Bandera de España               | España              |
| 4 de junio de 2005      | Valencia   | España              | Bandera de España               | 1:0 (0:0) | Bandera de Lituania             | Lituania            |
| 8 de junio de 2005      | Valencia   | España              | Bandera de España               | 1:1 (0:1) | Bandera de Bosnia y Herzegovina | Bosnia Herzegovina  |
| 7 de septiembre de 2005 | Madrid     | España              | Bandera de España               | 1:1 (1:0) | Bandera de Serbia y Montenegro  | Serbia y Montenegro |
| 8 de octubre de 2005    | Bruselas   | Bélgica             | Bandera de Bélgica              | 0:2 (0:0) | Bandera de España               | España              |
| 12 de octubre de 2005   | Serravalle | San Marino          | Bandera de San Marino           | 0:6 (0:3) | Bandera de España               | España              |

### Repesca europea
El rival que le tocó en suerte a España fue la selección de Eslovaquia. El enfrentamiento se debería resolver a ida y vuelta, disputando el primer partido en España y la segunda en Eslovaquia. Después del partido de ida, con un claro 5-1 en el marcador, España viajó a Eslovaquia con la clasificación prácticamente asegurada.
| 12 de noviembre de 2005 | España                                                        | 5:1 (2:0) | Eslovaquia | Estadio Vicente Calderón, Madrid                                       |                                                                        |
|                         | Luis García 10', 18', 74' · Torres 65' (pen.) · Morientes 79' |           | Nemeth 49' | Asistencia: 47.210 espectadores Árbitro(s): Massimo de Santos (Italia) | Asistencia: 47.210 espectadores Árbitro(s): Massimo de Santos (Italia) |

| Uniformes | Uniformes |
| --------- | --------- |
|           |           |

| 16 de noviembre de 2005 | Eslovaquia  | 1:1 (0:0) (Global 2:6) | España    | Tehelné Pole, Bratislava                                          |                                                                   |
|                         | Holosko 50' |                        | Villa 70' | Asistencia: 23.587 espectadores Árbitro(s): Markus Merk (Austria) | Asistencia: 23.587 espectadores Árbitro(s): Markus Merk (Austria) |

| Uniformes | Uniformes |
| --------- | --------- |
|           |           |

## Preparación

### Partidos previos
España disputó un total de cinco partidos amistosos que le sirvieron de preparación para la competición. Los tres últimos, disputados un mes antes del mundial, los disputaron los 23 elegidos en la lista final de jugadores de Luis Aragonés. Aunque no perdió ninguno de los encuentros, tampoco pudo ganar ninguno con comodidad.
| Fecha              | Lugar               |        |                   | Resultado |                    |                 |
| ------------------ | ------------------- | ------ | ----------------- | --------- | ------------------ | --------------- |
| 1 de marzo de 2006 | Valladolid (España) | España | Bandera de España | 3:2 (1:1) |                    | Costa de Marfil |
| 27 de mayo de 2006 | Albacete (España)   | España | Bandera de España | 0:0       | Bandera de Rusia   | Rusia           |
| 3 de junio de 2006 | Elche (España)      | España | Bandera de España | 2:0 (1:0) | Bandera de Egipto  | Egipto          |
| 6 de junio de 2006 | Ginebra (Suiza)     | España | Bandera de España | 2:1 (0:1) | Bandera de Croacia | Croacia         |

## Uniforme

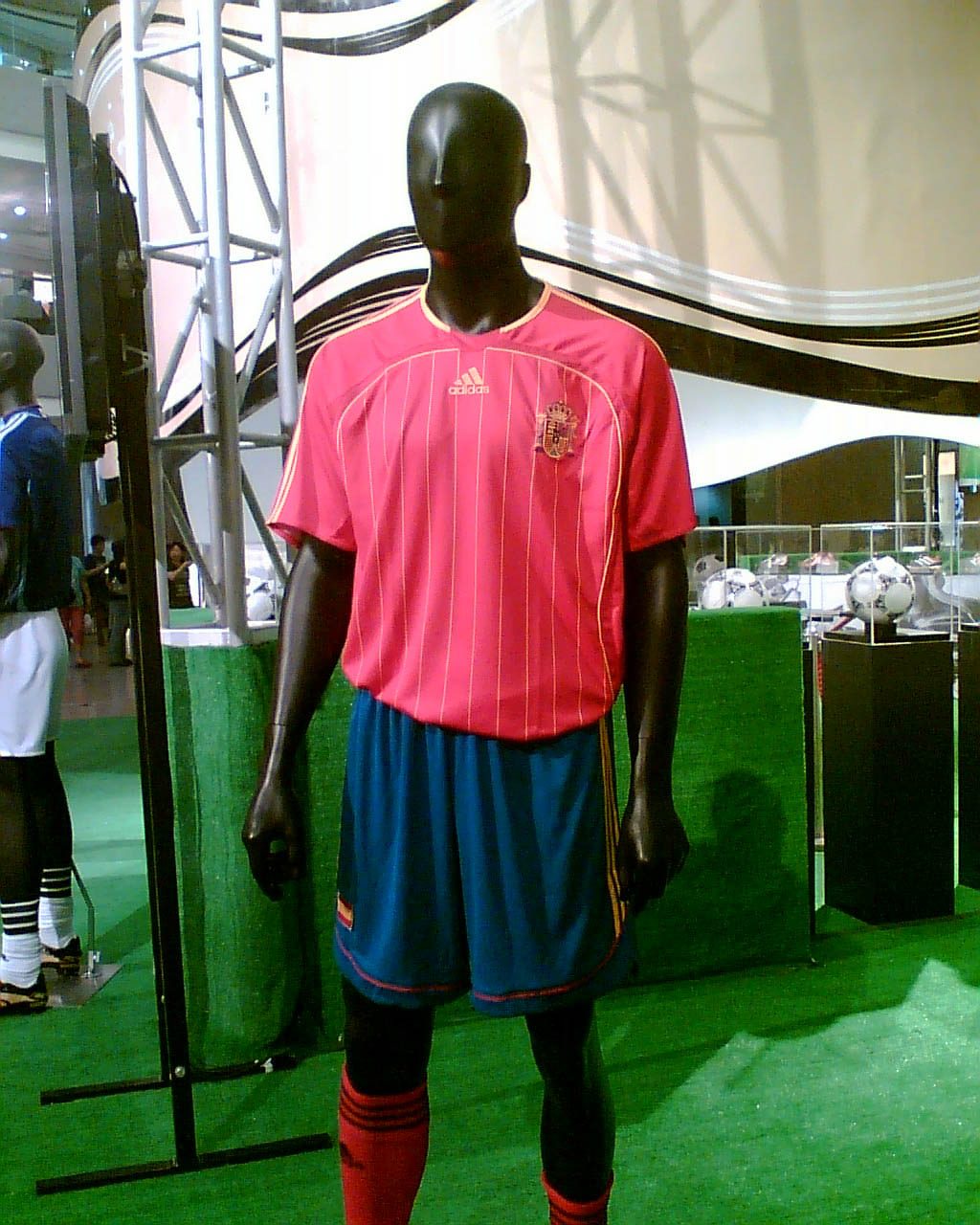
Uniforme titular diseñado por Adidas.

### Oficial

#### Manga corta
| Opción 1 | Opción 2 | Opción 3 | Opción 4 |

#### Manga larga
| Opción 1 | Opción 2 | Opción 3 | Opción 4 |

### Alternativo

#### Manga corta
| Opción 1 | Opción 2 | Opción 3 | Opción 4 |

#### Manga larga
| Opción 1 | Opción 2 | Opción 3 | Opción 4 |

## Plantel
Datos corresponden a situación previo al inicio del torneo
| #  | Nombre               | Nac | Posición      | Edad | PJ Sel | Club               |
| -- | -------------------- | --- | ------------- | ---- | ------ | ------------------ |
| 1  | Iker Casillas        |     | Portero       | 25   | 58     | Real Madrid        |
| 2  | Míchel Salgado       |     | Defensa       | 30   | 50     | Real Madrid        |
| 3  | Mariano Pernía       |     | Defensa       | 29   | 1      | Getafe             |
| 4  | Carlos Marchena      |     | Defensa       | 26   | 27     | Valencia           |
| 5  | Carles Puyol         |     | Defensa       | 28   | 47     | Barcelona          |
| 6  | David Albelda        |     | Mediocampista | 28   | 33     | Valencia           |
| 7  | Raúl González        |     | Delantero     | 28   | 95     | Real Madrid        |
| 8  | Xavi Hernández       |     | Mediocampista | 26   | 36     | Barcelona          |
| 9  | Fernando Torres      |     | Delantero     | 22   | 33     | Atlético de Madrid |
| 10 | José Antonio Reyes † |     | Delantero     | 22   | 28     | Arsenal            |
| 11 | Luis García          |     | Delantero     | 28   | 10     | Liverpool          |
| 12 | Antonio López        |     | Defensa       | 26   | 8      | Atlético de Madrid |
| 13 | Andrés Iniesta       |     | Mediocampista | 22   | 3      | Barcelona          |
| 14 | Xabi Alonso          |     | Mediocampista | 24   | 26     | Liverpool          |
| 15 | Sergio Ramos         |     | Defensa       | 20   | 11     | Real Madrid        |
| 16 | Marcos Senna         |     | Mediocampista | 29   | 3      | Villarreal         |
| 17 | Joaquín Sánchez      |     | Mediocampista | 24   | 38     | Real Betis         |
| 18 | Cesc Fàbregas        |     | Mediocampista | 19   | 4      | Arsenal            |
| 19 | Santiago Cañizares   |     | Portero       | 36   | 43     | Valencia           |
| 20 | Juanito Gutiérrez    |     | Defensa       | 29   | 15     | Real Betis         |
| 21 | David Villa          |     | Delantero     | 24   | 8      | Valencia           |
| 22 | Pablo Ibáñez         |     | Defensa       | 24   | 11     | Atlético de Madrid |
| 23 | Pepe Reina           |     | Portero       | 23   | 3      | Liverpool          |
| DT | Luis Aragonés †      |     |               |      |        |                    |

## Participación
España llegó a Alemania sin despejar sus dudas sobre sus posibilidades reales, pues su imagen en los partidos previos de preparación no varió en gran medida con la mostrada durante la clasificación. Además dos de los jugadores que debían ser referencia en el juego español según los esquemas del seleccionador Luis Aragonés, Raúl González y Xavi Hernández, sufrieron durante la temporada con sus clubes lesiones de larga duración, por lo que era una duda si iban a llegar con un buen ritmo de partidos al mundial.
Una vez en Alemania, el equipo estableció su concentración en la pequeña localidad de Kamen, en el estado de Renania del Norte-Westfalia. En las jornadas previas al debut en la competición los mayores debates se centraban en si el capitán del equipo, Raúl, debía tener un puesto garantizado en la titularidad, y en si el centro del campo debía estar formado por futbolistas de contención, como David Albelda o Marcos Senna, o por el contrario jugadores creativos, como Xabi Alonso o Xavi Hernández.

### Primera fase
España quedó encuadrada en el Grupo H, teniendo a las selecciones de Ucrania, Túnez y Arabia Saudita como rivales para conseguir una de las dos plazas para los octavos de final. En sus dos primeros encuentros, ante Ucrania y Túnez, selló rápidamente su clasificación para octavos de final. El buen juego en ambos partidos y la cantidad de goles anotados, a pesar de los problemas iniciales ante Túnez, colocaron a España como uno de los equipos favoritos para la segunda ronda del torneo. El tercer partido, ante Arabia Saudita y con el primer puesto en el bolsillo, lo disputaron los jugadores que menos minutos habían disputado anteriormente, debutando seis de ellos en una fase final de la Copa del Mundo. El partido no tuvo demasiada intensidad y se resolvió con un solitario gol de Juanito.
| Equipo         | Pts | PJ | PG | PE | PP | GF | GC | Dif |
| -------------- | --- | -- | -- | -- | -- | -- | -- | --- |
| España         | 9   | 3  | 3  | 0  | 0  | 8  | 1  | +7  |
| Ucrania        | 6   | 3  | 2  | 0  | 1  | 5  | 4  | +1  |
| Túnez          | 1   | 3  | 0  | 1  | 2  | 3  | 6  | -3  |
| Arabia Saudita | 1   | 3  | 0  | 1  | 2  | 2  | 7  | -5  |

| 14 de junio de 2006, 15:00 | España                                               | 4:0 (2:0) | Ucrania | Zentralstadion, Leipzig                                             |                                                                     |
|                            | Xabi Alonso 13' · Villa 17', 48' (pen.) · Torres 81' | Reporte   |         | Asistencia: 43.000 espectadores Árbitro(s): Massimo Busacca (Suiza) | Asistencia: 43.000 espectadores Árbitro(s): Massimo Busacca (Suiza) |

| 19 de junio de 2006, 21:00 | España                              | 3:1 (0:1) | Túnez    | Gottlieb-Daimler-Stadion, Stuttgart                               |                                                                   |
|                            | Raúl 71' · Torres 76', 90+1' (pen.) | Reporte   | Mnari 8' | Asistencia: 52.000 espectadores Árbitro(s): Carlos Simon (Brasil) | Asistencia: 52.000 espectadores Árbitro(s): Carlos Simon (Brasil) |

| 23 de junio de 2006, 16:00 | España      | 1:0 (1:0) | Arabia Saudita | Fritz-Walter-Stadion, Kaiserslautern                             |                                                                  |
|                            | Juanito 36' | Reporte   |                | Asistencia: 46.000 espectadores Árbitro(s): Coffi Codija (Benín) | Asistencia: 46.000 espectadores Árbitro(s): Coffi Codija (Benín) |

### Octavos de final
A España le tocó enfrentarse en octavos de final a la selección de Francia, que a pesar de haber logrado el título mundial en 1998, tuvieron un mal resultado en 2002 y una regular actuación en el Grupo G de este torneo, quedando en segunda posición, por detrás de Suiza.
El partido comenzó bien para los españoles, confirmando en parte su favoritismo, luego de que en el minuto 28', David Villa anotó un penal. Pero Francia no se hundió y en el minuto 41' empató por medio de Franck Ribéry tras pase de Patrick Vieira. En la segunda mitad, la intensidad del partido disminuyó progresivamente y, cuando parecía que todo acabaría en prórroga, Francia dio el golpe de gracia con goles de Vieira a los 83' y Zinedine Zidane a los 92'. Así, España quedó eliminada de las fases principales del torneo.
A pesar de las afirmaciones previas al torneo del seleccionador español, Luis Aragonés, en las que adelantó que abandonaría su cargo si no se alcanzaban las semifinales, fue ratificado en su puesto por los directivos de la Federación Española para afrontar la clasificación para la Eurocopa 2008.

| 27 de junio de 2006, 21:00 | España           | 1:3 (1:1) | Francia                                | Est. de la Copa Mundial, Hanóver                                     |                                                                      |
|                            | Villa 28' (pen.) | Reporte   | Ribéry 41' · Vieira 83' · Zidane 90+2' | Asistencia: 43.000 espectadores Árbitro(s): Roberto Rosetti (Italia) | Asistencia: 43.000 espectadores Árbitro(s): Roberto Rosetti (Italia) |

### Participación de jugadores
| #  | Nombre             | Posición      | PJ | Min |   | Asist | Tiros  | Faltas |   |   |
| -- | ------------------ | ------------- | -- | --- | - | ----- | ------ | ------ | - | - |
| 2  | Míchel Salgado     | Defensa       | 1  | 90  | 0 | 0     | 0      | 2-1    | 0 | 0 |
| 3  | Mariano Pernía     | Defensa       | 3  | 270 | 0 | 0     | 6      | 4-6    | 0 | 0 |
| 4  | Carlos Marchena    | Defensa       | 1  | 90  | 0 | 0     | 0      | 2-5    | 1 | 0 |
| 5  | Carles Puyol       | Defensa       | 3  | 270 | 0 | 1     | 0      | 5-5    | 2 | 0 |
| 6  | David Albelda      | Mediocampista | 2  | 126 | 0 | 0     | 2      | 1-3    | 1 | 0 |
| 7  | Raúl González      | Delantero     | 4  | 179 | 1 | 0     | 5      | 2-4    | 0 | 0 |
| 8  | Xavi Hernández     | Mediocampista | 4  | 276 | 0 | 1     | 1      | 6-2    | 0 | 0 |
| 9  | Fernando Torres    | Delantero     | 4  | 291 | 3 | 0     | 13     | 13-3   | 0 | 0 |
| 10 | José Antonio Reyes | Delantero     | 1  | 69  | 0 | 1     | 5      | 2-2    | 1 | 0 |
| 11 | Luís García        | Delantero     | 3  | 158 | 0 | 0     | 4      | 4-4    | 0 | 0 |
| 12 | Antonio López      | Defensa       | 1  | 90  | 0 | 0     | 1      | 3-1    | 0 | 0 |
| 13 | Andrés Iniesta     | Mediocampista | 1  | 90  | 0 | 0     | 1      | 0-0    | 0 | 0 |
| 14 | Xabi Alonso        | Mediocampista | 3  | 234 | 1 | 0     | 3      | 2-4    | 0 | 0 |
| 15 | Sergio Ramos       | Defensa       | 3  | 270 | 0 | 0     | 4      | 8-7    | 0 | 0 |
| 16 | Marcos Senna       | Mediocampista | 3  | 154 | 0 | 0     | 2      | 0-4    | 0 | 0 |
| 17 | Joaquín Sánchez    | Mediocampista | 3  | 161 | 0 | 0     | 6      | 3-6    | 0 | 0 |
| 18 | Cesc Fàbregas      | Mediocampista | 4  | 214 | 0 | 1     | 6      | 8-5    | 1 | 0 |
| 20 | Juanito Gutiérrez  | Defensa       | 1  | 90  | 1 | 0     | 2      | 0-2    | 0 | 0 |
| 21 | David Villa        | Delantero     | 4  | 208 | 3 | 0     | 8      | 6-5    | 0 | 0 |
| 22 | Pablo Ibáñez       | Defensa       | 3  | 270 | 0 | 0     | 0      | 3-2    | 0 | 0 |
| #  | Nombre             | Posición      | PJ | Min |   | Prom. | Atajos | Faltas |   |   |
| 1  | Iker Casillas      | Portero       | 3  | 270 | 4 | 1,33  | 6      | 2-0    | 0 | 0 |
| 19 | Santiago Cañizares | Portero       | 1  | 90  | 0 | 0     | 4      | 1-0    | 0 | 0 |
| 23 | Pepe Reina         | Portero       | 0  | 0   | 0 | 0     | 0      | 0-0    | 0 | 0 |

## Curiosidades
- Hasta su eliminación, por parte de Francia, el equipo era hasta el momento, el más goleador, el menos goleado, el que mayor porcentaje de posesión tenía y con dos jugadores en cabeza como máximos anotadores, Villa y Torres con 3 goles cada uno
- En un concurso realizado por Hyundai, los aficionados de los equipos eligieron un lema para cada selección, el cual sería colocado en los buses que transportarían a los jugadores a lo largo del país. El eslogan elegido para España fue «España. Un país una ilusión»[2]
- España eligió la localidad de Kamen, en el estado de Renania del Norte-Westfalia, como su "cuartel" durante la realización del torneo.